# Протопопово (Орловская область)
Протопо́пово — деревня в Залегощенском районе Орловской области России. Входит в состав Золотарёвского сельского поселения.

## География
Деревня находится в центральной части Орловской области, в лесостепной зоне, в пределах центральной части Среднерусской возвышенности, на левом берегу реки Оптушка, на расстоянии примерно 26 км (по прямой) к западу от посёлка городского типа Залегощь, административного центра района. Абсолютная высота — 192 м над уровнем моря.
Часовой пояс
Деревня Протопопово, как и вся Орловская область, находится в часовой зоне МСК (московское время). Смещение применяемого времени относительно UTC составляет +3:00.

## Население
| 2010 |
| ---- |
| 1    |

Половой состав
По данным Всероссийской переписи населения 2010 года, в гендерной структуре населения мужчины составляли 100 %.
Национальный состав
Согласно результатам переписи 2002 года, в национальной структуре населения русские составляли 100 % из 16 чел.